# Paul Mukairu
Paul Omo Mukairu (født 18. januar 2000) er en nigeriansk fodboldspiller, der spiller for den polske klub Pogoń Szczecin. Han har tidligere spillet i den danske superligaklub F.C. København. Under store dele af kontrakperioden med F.C. København var Mukairu udlejet til engelske Reading F.C. og tyrkiske Boluspor. Inden tiden i F.C. København spillede han i den tyrkiske fodboldklub Antalyaspor.

## Karriere
Paul Mukairu begyndte sin fodboldkarriere som akademispiller i FC Heart. I marts 2019 fik han kontrakt med Antalyaspor, hvor han begyndte på klubbens U/19-hold. Mukairu fik professionel debut i en 1–0 sejr i Süper Lig over Göztepe S.K. den 18. august 2019.
Mukairu spillede for Antalyaspor indtil oktober 2020, hvor han blev udlejet til belgiske Anderlecht. Mukairu havde inden udlejningen opnået 34 kampe for Antalyaspor, heraf 27 kampe (3 mål og en assist) i Süper Lig og 7 pokalkampe (1 mål).
I Anderlecht opnåede Mukairu 25 ligakampe (2 mål, 4 assists) og 4 pokalkampe (2 mål) inden lejemålet ophørte i sommeren 2021 og Mukairu vendte tilbage til Antalyaspor. I efterårssæsonen 2021 opnåede han for Antalyaspor 17 ligakampe (3 mål), en pokalkamp (1 mål) og spilletid i den tyrkiske SuperCup mod Beşiktaş, som Antayaspor vandt.
Den 27. januar 2022 blev det offentliggjort, at Mukairu havde skrevet kontrakt med FCK til udgangen af 2025. Mukairo fik dog begrænset spilletid i FCK, og i august 2023 blev det offentliggjort, at der var indgået en lejeaftale med Reading F.C. om leje for sæsonen 2023-24. Mukairu opnåede 38 kampe og 6 mål for Reading, inden lejekontrakten udløb i sommeren 2024, og han vendte retur til FCK, der i september lejede ham ud til Boluspor. I sommerpausen 2025 blev Mukairu solgt til polske Pogoń Szczecin.